# Ligue des champions de l'OFC 2018
Navigation
Édition précédente Édition suivante
La Ligue des champions de l'OFC 2018 est la 17e édition de la Ligue des champions de l'OFC (la 12e sous cette appellation - anciennement Coupe des Champions d'Océanie). Elle met aux prises les champions des différentes nations affiliées à la Confédération du football d'Océanie (OFC).
Le format de l’édition précédente, avec une phase de poule à 16 équipes, est reconduit pour cette édition:
- Un tour préliminaire, organisé en janvier 2018, oppose les clubs champions de quatre nations océaniennes : les Tonga, les Samoa américaines, les îles Cook et les Samoa. Les deux meilleures équipes se qualifient pour la phase de poules.
- La phase de poules réunit les 14 équipes exemptes et les vainqueurs du tour préliminaire. Les sept nations ne participant pas au tour préliminaire (les Fidji, la Nouvelle-Calédonie, la Nouvelle-Zélande, les Salomon, la Papouasie-Nouvelle-Guinée, Tahiti et le Vanuatu) ont droit à deux places en phase de poules. Les 16 formations sont réparties en 4 groupes de 4, chacun de ces groupes se déroulant en un lieu unique.
- La phase finale voit l'introduction d'un tour supplémentaire: des quarts de finale opposent les huit équipes classées premières et deuxièmes de chaque groupe, après un tirage au sort. Les demi-finales et la finale se jouent en matchs aller et retour. Le vainqueur est qualifié pour la Coupe du monde des clubs de la FIFA 2018.

## Participants
Dix-huit équipes sont théoriquement qualifiées pour cette édition 2018.
| Pays                                              | Club                    | Qualification                                   |
| Phase de groupes                                  | Phase de groupes        | Phase de groupes                                |
| ------------------------------------------------- | ----------------------- | ----------------------------------------------- |
| Fidji                                             | Lautoka FC              | Champion des Fidji 2017                         |
| Fidji                                             | Ba FC                   | Vice-champion des Fidji 2017                    |
| Nouvelle-Calédonie                                | AS Magenta              | Champion de Nouvelle-Calédonie 2016             |
| Nouvelle-Calédonie                                | AS Lössi                | Vice-champion de Nouvelle-Calédonie 2016        |
| Nouvelle-Zélande                                  | Team Wellington         | Champion de Nouvelle-Zélande 2016-2017          |
| Nouvelle-Zélande                                  | Auckland City           | Vice-champion de Nouvelle-Zélande 2016-2017     |
| Papouasie-Nouvelle-Guinée                         | Toti City Dwellers      | Champion de Papouasie-Nouvelle-Guinée 2017      |
| Papouasie-Nouvelle-Guinée                         | Madang FC               | Vice-champion de Papouasie-Nouvelle-Guinée 2017 |
| Îles Salomon                                      | Solomon Warriors FC     | Champion des Salomon 2017-2018                  |
| Îles Salomon                                      | Marist FC               | Vice-champion des Salomon 2017-2018             |
| Polynésie française                               | AS Dragon               | Champion de Polynésie française 2016-2017       |
| Polynésie française                               | AS Vénus                | Vice-champion de Polynésie française 2016-2017  |
| Vanuatu                                           | Nalkutan Football Club  | Vainqueur de la National Soccer League 2016     |
| Vanuatu                                           | Erakor Golden Star (en) | Vainqueur de la Port-Vila Football League 2017  |
| Tour préliminaire (Associations en développement) |                         |                                                 |
| Samoa américaines                                 | Pago Youth              | Champion des Samoa américaines 2017             |
| Îles Cook                                         | Tupapa Maraerenga       | Champion des îles Cook 2017                     |
| Samoa                                             | Lupe o le Soaga         | Champion des Samoa 2017                         |
| Tonga                                             | Veitongo FC             | Champion des Tonga 2017                         |

## Compétition
Le tirage au sort des groupes a lieu le 15 septembre 2017 au siège de l'O.F.C.. Les pays hôtes des groupes sont désignés le 31 octobre 2017.

### Tour préliminaire
Les matchs ont lieu aux Samoa américaines du 20 au 26 janvier 2018.
| Rang | Équipe            | Pts | J | G | N | P | Bp | Bc | Diff |  | Résultats (▼ dom., ► ext.) |  |     |     |      |
| ---- | ----------------- | --- | - | - | - | - | -- | -- | ---- |  | -------------------------- |  | --- | --- | ---- |
| 1    | Tupapa Maraerenga | 9   | 3 | 3 | 0 | 0 | 15 | 2  | +13  |  | Tupapa Maraerenga          |  | 1-0 | 9-2 | 5-0  |
| 2    | Lupe o le Soaga   | 6   | 3 | 2 | 0 | 1 | 19 | 2  | +17  |  | Lupe o le Soaga            |  |     | 6-0 | 13-1 |
| 3    | Veitongo FC       | 1   | 3 | 0 | 1 | 2 | 3  | 16 | -13  |  | Veitongo FC                |  |     |     | 1-1  |
| 4    | Pago Youth        | 1   | 3 | 0 | 1 | 2 | 2  | 19 | -17  |  | Pago Youth                 |  |     |     |      |

### Phase de groupes

#### Groupe A
Les matchs ont lieu au Vanuatu du 10 au 18 février 2018.
| Rang | Équipe                 | Pts | J | G | N | P | Bp | Bc | Diff |  | Résultats (▼ dom., ► ext.) |  |     |     |     |
| ---- | ---------------------- | --- | - | - | - | - | -- | -- | ---- |  | -------------------------- |  | --- | --- | --- |
| 1    | Nalkutan Football Club | 9   | 3 | 3 | 0 | 0 | 9  | 1  | +8   |  | Nalkutan Football Club     |  | 4-1 | 1-0 | 4-0 |
| 2    | Toti City Dwellers     | 6   | 3 | 2 | 0 | 1 | 9  | 6  | +3   |  | Toti City Dwellers         |  |     | 1-0 | 7-2 |
| 3    | Ba FC                  | 3   | 3 | 1 | 0 | 2 | 4  | 3  | +1   |  | Ba FC                      |  |     |     | 4-1 |
| 4    | Tupapa Maraerenga      | 0   | 3 | 0 | 0 | 3 | 3  | 15 | -12  |  | Tupapa Maraerenga          |  |     |     |     |

#### Groupe B
Les matchs ont lieu à Tahiti du 10 au 18 février 2018.
| Rang | Équipe             | Pts | J | G | N | P | Bp | Bc | Diff |  | Résultats (▼ dom., ► ext.) |  |     |     |     |
| ---- | ------------------ | --- | - | - | - | - | -- | -- | ---- |  | -------------------------- |  | --- | --- | --- |
| 1    | AS Dragon          | 6   | 3 | 2 | 0 | 1 | 9  | 5  | +4   |  | AS Dragon                  |  | 1-2 | 4-3 | 4-0 |
| 2    | Solomon Warriors   | 6   | 3 | 2 | 0 | 1 | 8  | 4  | +4   |  | Solomon Warriors           |  |     | 0-2 | 6-1 |
| 3    | Erakor Golden Star | 4   | 3 | 1 | 1 | 1 | 7  | 6  | +1   |  | Erakor Golden Star         |  |     |     | 2-2 |
| 4    | AS Lössi           | 1   | 3 | 0 | 1 | 2 | 3  | 12 | -9   |  | AS Lössi                   |  |     |     |     |

#### Groupe C
Les matchs ont lieu en Nouvelle-Zélande du 24 février au 4 mars 2018.
| Rang | Équipe        | Pts | J | G | N | P | Bp | Bc | Diff |  | Résultats (▼ dom., ► ext.) |  |     |     |     |
| ---- | ------------- | --- | - | - | - | - | -- | -- | ---- |  | -------------------------- |  | --- | --- | --- |
| 1    | Auckland City | 9   | 3 | 3 | 0 | 0 | 13 | 0  | +13  |  | Auckland City              |  | 1-0 | 7-0 | 5-0 |
| 2    | Lautoka FC    | 6   | 3 | 2 | 0 | 1 | 5  | 3  | +2   |  | Lautoka FC                 |  |     | 2-1 | 3-1 |
| 3    | AS Vénus      | 3   | 3 | 1 | 0 | 2 | 3  | 10 | -7   |  | AS Vénus                   |  |     |     | 2-1 |
| 4    | Madang FC     | 0   | 3 | 0 | 0 | 3 | 2  | 10 | -8   |  | Madang FC                  |  |     |     |     |

#### Groupe D
Les matchs ont lieu aux Salomon du 24 février au 4 mars 2018.
| Rang | Équipe          | Pts | J | G | N | P | Bp | Bc | Diff |  | Résultats (▼ dom., ► ext.) |  |     |     |     |
| ---- | --------------- | --- | - | - | - | - | -- | -- | ---- |  | -------------------------- |  | --- | --- | --- |
| 1    | Team Wellington | 7   | 3 | 2 | 1 | 0 | 13 | 3  | +10  |  | Team Wellington            |  | 1-1 | 5-1 | 7-1 |
| 2    | Marist FC       | 5   | 3 | 1 | 2 | 0 | 5  | 3  | +2   |  | Marist FC                  |  |     | 1-1 | 3-1 |
| 3    | AS Magenta      | 4   | 3 | 1 | 1 | 1 | 4  | 6  | -2   |  | AS Magenta                 |  |     |     | 2-0 |
| 4    | Lupe o le Soaga | 0   | 3 | 0 | 0 | 3 | 2  | 12 | -10  |  | Lupe o le Soaga            |  |     |     |     |

### Phase finale
|  | Quarts de finale       | Quarts de finale       | Quarts de finale | Quarts de finale |                 |                 | Demi-finales | Demi-finales | Demi-finales | Demi-finales |  |  | Finale | Finale | Finale | Finale |
|  |                        |                        |                  |                  |                 |                 |              |              |              |              |  |  |        |        |        |        |
|  |                        |                        |                  |                  |                 |                 |              |              |              |              |  |  |        |        |        |        |
|  |                        |                        |                  |                  |                 |                 |              |              |              |              |  |  |        |        |        |        |
|  | Team Wellington        | Team Wellington        | 11               | 11               |                 |                 |              |              |              |              |  |  |        |        |        |        |
|  | Team Wellington        | Team Wellington        | 11               | 11               |                 |                 |              |              |              |              |  |  |        |        |        |        |
|  | Toti City Dwellers     | Toti City Dwellers     | 0                | 0                |                 |                 |              |              |              |              |  |  |        |        |        |        |
|  | Toti City Dwellers     | Toti City Dwellers     | 0                | 0                | Team Wellington | Team Wellington | 0            | 2            |              |              |  |  |        |        |        |        |
|  |                        |                        |                  |                  | Team Wellington | Team Wellington | 0            | 2            |              |              |  |  |        |        |        |        |
|  |                        |                        | Auckland City    | Auckland City    | 0               | 2               |              |              |              |              |  |  |        |        |        |        |
|  | Auckland City          | Auckland City          | Auckland City    | Auckland City    | 0               | 2               | 2            | 2            |              |              |  |  |        |        |        |        |
|  | Auckland City          | Auckland City          |                  |                  |                 |                 |              | 2            |              |              |  |  |        |        |        |        |
|  | Solomon Warriors       | Solomon Warriors       | 0                | 0                |                 |                 |              |              |              |              |  |  |        |        |        |        |
|  | Solomon Warriors       | Solomon Warriors       | 0                | 0                | Team Wellington | Team Wellington | 6            | 4            |              |              |  |  |        |        |        |        |
|  |                        |                        |                  |                  | Team Wellington | Team Wellington | 6            | 4            |              |              |  |  |        |        |        |        |
|  |                        |                        | Lautoka FC       | Lautoka FC       | 0               | 3               |              |              |              |              |  |  |        |        |        |        |
|  | AS Dragon              | AS Dragon              | Lautoka FC       | Lautoka FC       | 0               | 3               | 1            | 1            |              |              |  |  |        |        |        |        |
|  | AS Dragon              | AS Dragon              |                  |                  |                 |                 |              |              |              |              |  |  |        |        |        |        |
|  | Lautoka FC             | Lautoka FC             | 2                | 2                |                 |                 |              |              |              |              |  |  |        |        |        |        |
|  | Lautoka FC             | Lautoka FC             | 2                | 2                | Lautoka FC      | Lautoka FC      | 1            | 1            |              |              |  |  |        |        |        |        |
|  |                        |                        |                  |                  | Lautoka FC      | Lautoka FC      | 1            | 1            |              |              |  |  |        |        |        |        |
|  |                        |                        | Marist FC        | Marist FC        | 1               | 0               |              |              |              |              |  |  |        |        |        |        |
|  | Nalkutan Football Club | Nalkutan Football Club | Marist FC        | Marist FC        | 1               | 0               | 1            | 1            |              |              |  |  |        |        |        |        |
|  | Nalkutan Football Club | Nalkutan Football Club |                  |                  |                 |                 |              | 1            |              |              |  |  |        |        |        |        |
|  | Marist FC              | Marist FC              | 2                | 2                |                 |                 |              |              |              |              |  |  |        |        |        |        |
|  | Marist FC              | Marist FC              | 2                | 2                |                 |                 |              |              |              |              |  |  |        |        |        |        |
|  |                        |                        |                  |                  |                 |                 |              |              |              |              |  |  |        |        |        |        |

#### Quarts de finale
Le tirage au sort a lieu après les phases de groupe et n'est pas intégral. Un premier de groupe affronte le second d'un autre groupe et a l'avantage de jouer son quart de finale à domicile.
| 7 avril 2018 | Team Wellington                                                                                           | 11 - 0 | Toti City Dwellers FC | David Farrington Park, Wellington                |                                                  |
| 14:00        | Hailemariam 6e 14e 43e · Hilliar 17e · Kilkolly 39e 40e 46e 90+1e · Bevin 57e · Gulley 68e · Barcia 90+3e |        |                       | Spectateurs : 200 Arbitrage : Abdelkader Zitouni | Spectateurs : 200 Arbitrage : Abdelkader Zitouni |
| 14:00        | (Rapport)                                                                                                 |        |                       | Spectateurs : 200 Arbitrage : Abdelkader Zitouni | Spectateurs : 200 Arbitrage : Abdelkader Zitouni |

| 8 avril 2018 | Auckland City            | 2 - 0 | Solomon Warriors | Kiwitea Street, Auckland                     |                                              |
| 14:00        | Tade 20e · Lea'alafa 56e |       |                  | Spectateurs : 350 Arbitrage : Norbert Hauata | Spectateurs : 350 Arbitrage : Norbert Hauata |
| 14:00        | (Rapport)                |       |                  | Spectateurs : 350 Arbitrage : Norbert Hauata | Spectateurs : 350 Arbitrage : Norbert Hauata |

| 7 avril 2018 | AS Dragon    | 1 - 2 | Lautoka FC              | Stade Pater, Pirae                           |                                              |
| 19:00        | Tetauira 43e |       | 27e Naidu · 89e Kaltack | Spectateurs : 3 000 Arbitrage : Joel Hopkken | Spectateurs : 3 000 Arbitrage : Joel Hopkken |
| 19:00        | (Rapport)    |       |                         | Spectateurs : 3 000 Arbitrage : Joel Hopkken | Spectateurs : 3 000 Arbitrage : Joel Hopkken |

| 7 avril 2018 | Nalkutan Football Club | 1 - 2 | Marist FC              | Korman Stadium, Port-Vila                           |                                                     |
| 16:00        | Kalo 50e               |       | 25e Iniga · 45+3e Tome | Spectateurs : 5 000 Arbitrage : Campbell-Kirk Waugh | Spectateurs : 5 000 Arbitrage : Campbell-Kirk Waugh |
| 16:00        | (Rapport)              |       |                        | Spectateurs : 5 000 Arbitrage : Campbell-Kirk Waugh | Spectateurs : 5 000 Arbitrage : Campbell-Kirk Waugh |

#### Demi-finales
| 22 avril 2018 | Lautoka FC      | 1 - 1 | Marist FC | Churchill Park, Lautoka                             |                                                     |
| 15:00         | Vakatalesau 49e |       | 36e Tome  | Spectateurs : 4 500 Arbitrage : Campbell-Kirk Waugh | Spectateurs : 4 500 Arbitrage : Campbell-Kirk Waugh |

| 29 avril 2018 | Marist FC | 0 - 1 | Lautoka FC | Lawson Tama Stadium, Honiara                        |                                                     |
| 14:30         |           |       | 64e Naidu  | Spectateurs : 14 000 Arbitrage : Abdelkader Zitouni | Spectateurs : 14 000 Arbitrage : Abdelkader Zitouni |

| 22 avril 2018 | Team Wellington | 0 - 0 | Auckland City | David Farrington Park, Wellington            |                                              |
| 13:00         |                 |       |               | Spectateurs : 900 Arbitrage : Médéric Lacour | Spectateurs : 900 Arbitrage : Médéric Lacour |

| 29 avril 2018 | Auckland City                  | 2 - 2 | Team Wellington                  | Kiwitea Street, Auckland                   |                                            |
| 12:30         | Tade 76e · Hilliar 90+7e (csc) |       | 37e Molloy · 42e (pen.) Kilkolly | Spectateurs : 500 Arbitrage : Nick Waldron | Spectateurs : 500 Arbitrage : Nick Waldron |

#### Finale
| 13 mai 2018  | Team Wellington                                                         | 6 - 0 | Lautoka FC | David Farrington Park, Wellington                  |                                                    |
| 14:00 UTC+12 | Allen 16e · Sinclair 57e, 71e · Bevin 61e · Barcia 63e · Schrijvers 84e |       |            | Spectateurs : 1 200 Arbitrage : Abdelkader Zitouni | Spectateurs : 1 200 Arbitrage : Abdelkader Zitouni |

| 20 mai 2018  | Lautoka FC                  | 3 - 4 | Team Wellington                          | Churchill Park, Lautoka                        |                                                |
| 14:30 UTC+12 | Totori 53e 85e · Shazil 83e |       | Ilich 10e 32e · Allen 51e · Kilkolly 88e | Spectateurs : 1 000 Arbitrage : Norbert Hauata | Spectateurs : 1 000 Arbitrage : Norbert Hauata |